# Mont Cameroun FC
Maillots
Le Mount Cameroon Football Club de Buéa (ou Mont Cameroun FC en français ) est un club de football camerounais basé à Buéa, qui évolue à domicile au Stade de Molyko (environ 15.000 places). 
Le club a été fondé en 1997 par l'Honorable Calvin Foinding. C'est le seul club de la région du Cameroun Sud-Ouest à avoir remporté la Coupe du Cameroun, en 2002.

## Histoire
Le club est promu en 1re division lors de la saison du Championnat du Cameroun 2001.
Classé 14e et dernier du Championnat du Cameroun de football 2008-2009, le club reçoit une pénalité de 3 points pour avoir déclaré forfait lors des 2 dernières journées et est relégué en 3e division camerounaise.

## Palmarès
- Coupe du Cameroun (1)
  - Vainqueur : 2002

- Supercoupe du Cameroun (1)
  - Vainqueur : 2002